# Bloodylon
Bloodylon je tretji studijski album slovenske glasbene skupine Miladojka Youneed, izdan leta 1990 pri založbi Helidon v obliki vinilne plošče, kasete in CD-ja. Naslov albuma je zloženka angleških besed "blood" (kri) in "Babylon" (Babilon).

## Seznam pesmi
Vse pesmi je napisala skupina Miladojka Youneed.
| A stran | A stran        | A stran |
| Št.     | Naslov         | Dolžina |
| ------- | -------------- | ------- |
| 1.      | „Bloodylon‟    | 6:07    |
| 2.      | „I My Lotion‟  | 5:57    |
| 3.      | „Fire the Sky‟ | 6:55    |
| 4.      | „Ja-ku-za‟     | 5:48    |

| B stran         | B stran         | B stran |
| Št.             | Naslov          | Dolžina |
| --------------- | --------------- | ------- |
| 5.              | „Espagnol‟      | 4:28    |
| 6.              | „Saj ni‟        | 4:56    |
| 7.              | „Reel Love‟     | 4:40    |
| 8.              | „Beautiful Lie‟ | 5:43    |
| Skupna dolžina: | Skupna dolžina: | 44:43   |

## Zasedba

### Miladojka Youneed
- Miroslav Lovrič – vokal
- David Jarh – trobenta, rog
- Mario Marolt – tenor saksofon, spremljevalni vokali
- Urban Urbanija – alt saksofon, bariton saksofon
- Kristjan Cavazza – kitara
- Danijel Kašnar – bobni, tolkala, spremljevalni vokali
- Igor Ožbolt – bas kitara

### Ostali glasbeniki
- Cole Moretti – spremljevalni vokali
- Meri Trošelj – spremljevalni vokali
- Nada Žgur – spremljevalni vokali
- Žamil Tatai – spremljevalni vokali
- Mark Čuček – kitara (A4, B4)